# Ivan Stevanović (handball)
Pour les articles homonymes, voir Stevanović.

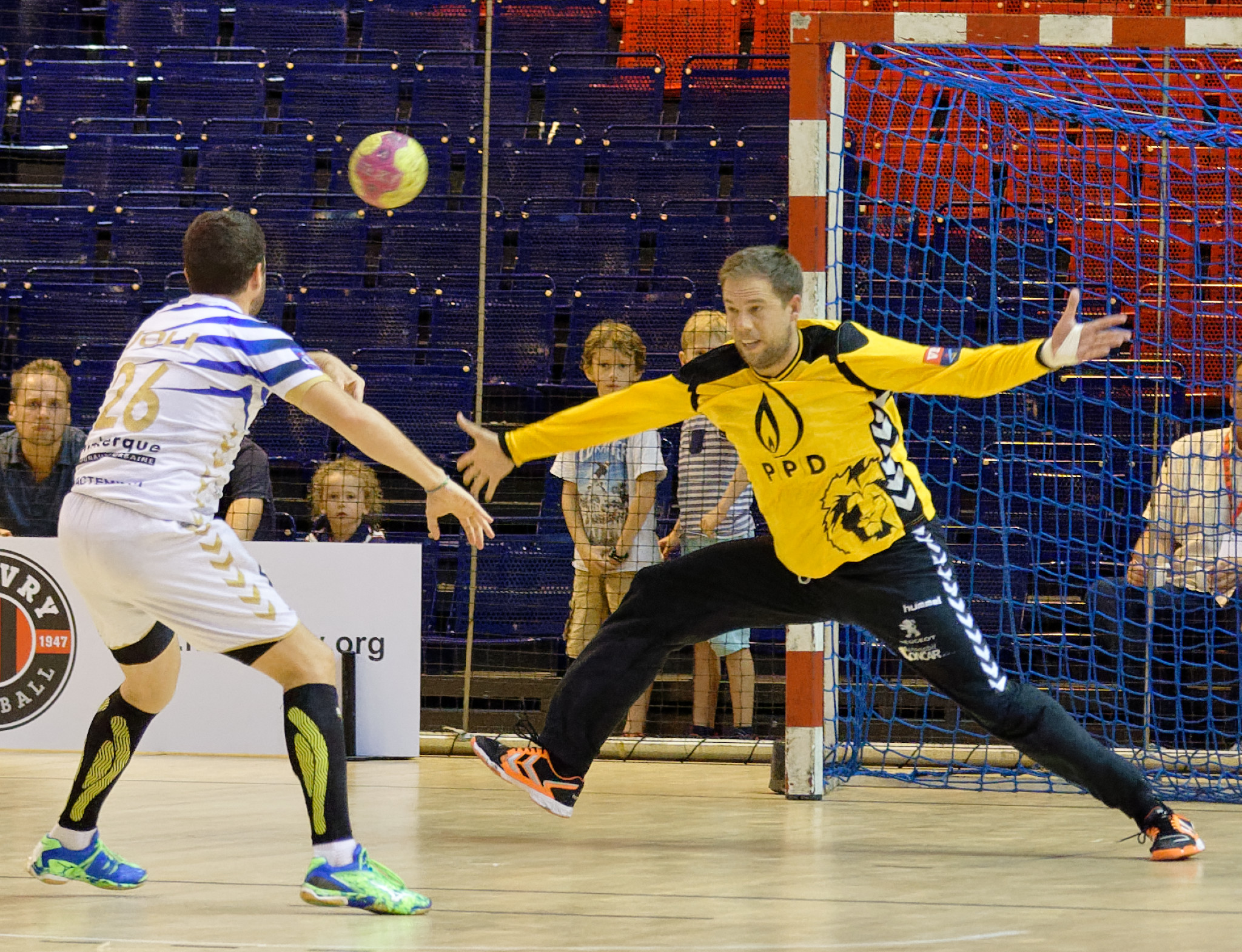
Ivan Stevanović face à Dunkerque le 4 septembre 2016.

Ivan Stevanović, né le 18 mai 1982 à Rijeka, est un ancien handballeur internationale croate évoluant au poste de gardien de but converti en entraîneur de gardien.

## Carrière
Il est l'un des joueurs les plus âgés à participer à une première compétition internationale majeure[réf. souhaitée] : c'est en effet à 33 ans qu'il a disputé le championnat d'Europe 2016. Appelé pour remplacer Filip Ivić, blessé, il n'est alors que le deuxième gardien derrière Mirko Alilović mais il devient peu à peu le gardien titulaire et a ainsi un rôle décisif dans l'obtention de la médaille de bronze.

## Palmarès
- Vainqueur de la Ligue SEHA (1) : 2013 (avec RK Zagreb

### En club
- Vainqueur du Championnat de Croatie (5) : 2013, 2014, 2015, 2016, 2017 (avec RK Zagreb
- Vainqueur de la Coupe de Croatie (5) : 2013, 2014, 2015, 2016, 2017 (avec RK Zagreb
  - Finaliste en 2000, 2001, 2012 (avec RK Zamet Rijeka
- Vainqueur de la Supercoupe de Suisse (de) (1) : 2017

### En équipe nationale
- médaille d'argent aux Jeux méditerranéens de 2013
- médaille de bronze au Championnat d'Europe 2016
- 5e place aux Jeux olympiques de 2016
- 4e place au Championnat du monde 2017
- 5e place au Championnat d'Europe 2018
- 6e place au Championnat du monde 2019